# Г'ялмар Рендаль
Карл Г'ялмар Рендаль (швед. Carl Hialmar Rendahl; 1891–1969) — шведський зоолог, карикатурист та художник. Найбільш відомий у Швеції завдяки авторству книги «Fågelboken» (Пташина книга), яка продана тиражем 60 000 примірників.

## Біографія
Рендаль народився 26 грудня 1891 року в місті Єнчепінг. Навчався в Університеті Єнчепінга, який закінчив у 1910 році і перейшов до Стокгольмського університету, де вивчав зоологію, ботаніку та географію, здобувши ступінь бакалавра філософії в 1916 році. У 1918 році він отримав ступінь ліценціата з зоології, а потім здобув ступінь доктора філософії та був призначений доцентом зоології в 1924 році У 1933 році був призначений професором Шведського музею природної історії.
Ще студентом він працював журналістом-фрілансером, переважно писав науково-популярні статті, а також перекладав книги скандинавськими мовами й публікував малюнки. Він почав працювати у відділі хребетних тварин Шведського музею природної історії в 1912 році, а в 1913 році почав кільцювати птахів. З 1913 року написав серію зоологічних робіт і дисертацій про хребетних тварин. Він редагував біографію Альфреда Брема між 1929 і 1931 роками. Він був редактором серії з 12 книг під назвою Vi och vår värld («Ми і наш світ»), дві з яких він сам написав. Він також вивчав риби, зібрані в Австралії шведською експедицією під керівництвом Еріка М'єберга та норвежця Кнута Даля, описавши кілька нових видів.
У січні 1958 року Рендаль був удостоєний звання почесного професора і пішов на пенсію. Він продовжував свою роботу ще за тиждень до смерті. Він працював, серед іншого, над фенологією птахів, які мігрували в Швецію та з неї. Основним інтересом його досліджень були риби, особливо слижі з родини Cobitidae і плоскі слижі родини Balitoridae, а також цікавився герпетологією.
Він також був дуже активним художником із значним портфоліо акварелей, гуаші, воскового олівця та пастелі, часто абстракції, які відображали його композиції та відображали його живу уяву та оцінку форми та кольору.